# دیلان اورت
دیلان اورت (انگلیسی: Dylan Everett؛ زاده ۲۴ ژانویهٔ ۱۹۹۵) یک هنرپیشه اهل کانادا است.
از مجموعه‌های تلویزیونی که وی در آن‌ها نقش داشته‌است می‌توان به دگراسی : نسل بعدی اشاره کرد.